# Anseropoda fisheri
Anseropoda fisheri is een zeester uit de familie Asterinidae.
De wetenschappelijke naam van de soort werd in 1985 gepubliceerd door Aziz & Jangoux.